# Jakob Ganz

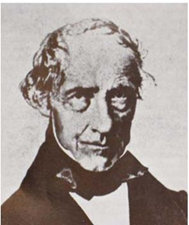
Jakob Ganz

Jakob Ganz (* 6. März 1791 in Embrach; † 25. Dezember 1867 ebenda) war ein Schweizer Prediger der Erweckungsbewegung und Verfasser schwärmerisch-religiöser Schriften.

## Leben
Ganz war der Sohn von Melchior und Judith Ganz (geb. Steiner). Nach einer Schneiderlehre und einer kurzen Episode als Schullehrer gelang es ihm, trotz heftiger Widerstände und mangelnder Vorbildung mit Unterstützung der Zürcher Hülfsgesellschaft seiner Berufung zum Geistlichen zu folgen, und so studierte er von 1814 an Theologie in Basel und wurde im Herbst 1815 examiniert. Ganz trat zunächst als Vikar in Seengen an und fiel dort durch seinen Eifer auf, der von seinem vorgesetzten Pfarrer jedoch als Übereifer missbilligt wurde. In diese Zeit fällt auch sein Kontakt zu der russischen Pietistin Juliane von Krüdener und den Herrnhuter Kreisen. Nach einigen Misshelligkeiten wurde Ganz schliesslich als Hilfe für den dortigen betagten Pfarrer zur Staufbergkirche bei Lenzburg im Aargau versetzt. 
In der Folge des Jahrs ohne Sommer 1816 herrschte in weiten Teilen der Schweiz Hunger und die Verzweiflung und Erlösungssehnsucht unter der Landbevölkerung war gross, ebenso die Unruhe, zudem war auch die politische Situation im neu etablierten Kanton Aargau problematisch. Die Buss- und Bekehrungspredigten des Vikars Ganz zogen nun bald solche Massen an, dass Polizei, Kantonsregierung und Kirchenbehörden auf ihn aufmerksam wurden. Letztere äusserte sich durch den Dekan Hünerwadel dahingehend, dass

„… Herr Ganz diesen Winter durch, sowie schon früher offenbar dahin gearbeitet habe, durch seine Art zu predigen religiösen Fanatismus unter dem Volke zu verbreiten, indem seine Vorträge nicht die reine Lehre des Evangeliums, sondern mehr die unreinen Ausgeburten der Frömmler und apokalyptischen Träumer in sich fassen; daß es ihm durch sein Benehmen auf und unter der Kanzel gelungen sei, jeden Sonntag eine Menschenmenge, welche die Kirche auf Staufberg bei weitem nicht zu fassen vermöge […] um sich zu sammeln, von welcher er beinahe angebetet, wenigstens mehr als ein anderer Geistlicher geachtet und selbst um Sündenvergebung angesprochen werde; daß er sich sogar unterfange, in andere Gemeinden einzuschleichen und anderwärts sein Wesen zu treiben …“

Da Schwärmertum, Unordnung und gar Überfüllung von Kirchen nicht geduldet werden kann, beschloss man schliesslich kirchlicher- und amtlicherseits, Ganz zu entfernen. Am 5. Februar 1817 wurde er nach einer Vorladung bei seinem Dekan Hünerwadel von diesem dem Oberamtmann Bertschinger übergeben, der ihm die Ausweisung eröffnete und ihn unmittelbar darauf unter Bewachung mit einer Kutsche in den Kanton Zürich verbringen liess, ohne dass er sich von seiner Gemeinde hätte verabschieden dürfen. Nach seiner Absetzung hielt sich Ganz in Embrach, bei Freunden in Basel und für einige Wochen im Elsass bei dem damals schon 77-jährigen Pfarrer Oberlin auf, der ihn ermunterte, seine Erinnerungen aufzuzeichnen.
Im Sommer und Herbst 1817 begleitete Ganz die Frau von Krüdener auf ihrer Missionsreise in der Schweiz, in Württemberg und Baden, wurde aber im November von ihr getrennt und in die Heimat zurückgeschickt. Es folgte eine Phase der Verzagtheit, in der er von Franz Karl von Berckheim, dem Schwiegersohn der Frau von Krüdener, unterstützt wurde. Während eines Aufenthalts in Lausanne lernte er die Schriften der quietistischen Mystikerin Madame Guyon kennen. Diese Lektüre leitete eine Hinwendung zur Mystik und stillen Hingabe an Gott ein, die in den folgenden Jahren bestimmend für ihn werden sollte. Er lebte zunächst eine Zeit in Basel und dann eine längere Zeit in Buch am Irchel.  
1823 wurde er nochmals Gegenstand öffentlicher Aufmerksamkeit, als seine Beziehung zu Margaretha Peter bekannt wurde, der „Heiligen Gret“, die in schwärmerischem Wahn erst ihre Schwester ermordete und sich dann selbst kreuzigen liess. Ganz hatte die Margaretha Peter im Sommer 1817 kennengelernt, als die Peter der Frau von Krüdener vorgestellt wurde. 1820 besuchte Ganz die Familie in Wildensbuch und im folgenden Jahr traf er Margaretha und deren Freundin Ursula Kündig (später die Hauptausführende der Kreuzigung und Tötung Margarethas) in Basel, als diese beiden „vom Geist getrieben“ durch die Schweizer Lande zogen. Zum Zeitpunkt der Tragödie gab es aber keinen Kontakt mehr.
Soweit bekannt blieb Ganz zeitlebens unverheiratet. In den jüngeren Jahren erscheint in Briefen mehrfach der Name „Anna Babeli“, die Art der Beziehung bleibt aber unklar. In der Zeit seiner Krise nach der Trennung von Frau von Krüdener 1817 scheint er eine mütterliche Freundin und „Seelenführerin“ gefunden zu haben, deren Name er mit „B. St.“ abkürzt und deren Identität  unbekannt ist. Ob und wo er in den Jahren nach 1817 dauerhaft sesshaft wurde, ist nicht bekannt, aufgehalten hat er sich in Basel, Schaffhausen und Winterthur. Er lebte einigermassen zurückgezogen, galt aber immer noch als Unruhestifter, veröffentlichte eine Anzahl von Schriften, von denen der Grossteil vor 1826 entstand, darunter (dem Rat des Pfarrers Oberlin folgend) seine Jugenderinnerungen in zwei Bänden. Ausserdem schrieb er zahlreiche Briefe, die nach seinem Tod von seinen Freunden gesammelt und in zwei Bänden publiziert wurden. 1867 ist er, 76 Jahre alt, am frühen Morgen des 1. Weihnachtsfeiertags in seinem Geburtsort Embrach gestorben.

## Schriften
- Predigt über Luc. 19, 41.42 „und als Er nahe hinzu kam, sah er die Stadt an und weinete über sie“, gehalten im Jahre 1817. 1817.
- Predigten über freygewählte Texte von Jakob Ganz, ehemaligem Vikar auf'm Staufberg, Kanton Aargau. Gedruckt auf Verlangen seiner Freunde daselbst. 1817.
- Die Jugendjahre des Jakob Ganz, gewesenen Vikars auf Staufberg, von ihm selbst beschrieben 2 Bde. 1818 u. 1820. Neuausgabe: Villiger, Wädenswil 1958.
- Ein Wort der Liebe und des Ernstes an junge Theologen über den hohen Beruf des Lehrers auf der Kanzel. Canton Aargau 1818. Neuausgabe: Pilgermissions-Buchdruckerei, St. Chrischona 1865.
- Das Geheimnis der Gottseligkeit. 1820. Neuausgabe: St. Johannis-Druckerei, Dinglingen [ca. 1908].
- Zeugnis der Wahrheit. Von J. G. S.M.C. Durch Wahrheit liebende Freunde zum Druck befördert. 1820. 5. Aufl. Buchdruckerei von Friedrich Kappeier, Aarau 1864.
- Einzelne, beleuchtende und belehrende Aufschlüsse über die Bestimmung und Geschichte des Menschen. 1826. Neuausgabe: Zürich 1844.
- Schwanen-Gesang, oder Weitere Aufschlüsse zu den schon vorhandenen, im Jahre 1826 niedergeschriebenen. St. Chrischona 1865.
- Predigten. P. Kober, C. F. Spittlers Nachfolger, Basel 1866.
- Geistliche Briefe des seligen Vicars Jakob Ganz. 2 Bde. Basel 1870 u. 1879.
- Das Gebet ohne Unterlass. E. Fink, Zürich 1959.

Übersetzung:
- Laurent de la Résurrection: Der selige Wandel in der Gegenwart Gottes. (La presence de Dieu) Niklaus Müller, Basel 1828.